# Les Mousquetaires de la reine (pel·lícula de 1903)
Les Mousquetaires de la reine, venuda als Estats Units com The Queen's Musketeers i al Regne Unit com a The Musketeers of the Queen, és un curtmetratge mut de la productora francesa Star Film Company de l'any 1903, dirigida per Georges Méliès.
La pel·lícula probablement es va derivar de la novel·la d'Alexandre DumasEls tres mosqueters, i és un primer exemple de drama històric al cinema francès. Méliès va aparèixer a la pel·lícula; una fotografia de plató sobreviu a la Cinémathèque Française que el mostra a l'extrem esquerre.
La pel·lícula va ser venuda per la Star Film Company de Méliès i està numerada del 460 al 461 als seus catàlegs. Actualment es presumeix perduda.